# Кривиц
Кривиц (нем. Crivitz) — город в Германии, в земле Мекленбург-Передняя Померания.
Входит в состав района Пархим. Подчиняется управлению Кривиц.  Население составляет 4672 человека (на 31 декабря 2010 года). Занимает площадь 58,41 км². Официальный код  —  13 0 60 010.